# Batracomorphus catiline
Batracomorphus catiline är en insektsart som beskrevs av Knight 1983. Batracomorphus catiline ingår i släktet Batracomorphus och familjen dvärgstritar. Inga underarter finns listade i Catalogue of Life.